# Matthias Albrecht (Biathlet)
Matthias Albrecht (* 9. August 1988) ist ein deutscher Biathlet, der vor allem im Crosslauf-Sommerbiathlon erfolgreich ist.
Matthias Albrecht startet für den WSV Oberhof 05. 2009 nahm er erstmals an Juniorenweltmeisterschaften im Sommerbiathlon teil und wurde bei den Wettkämpfen in Oberhof 25. im Sprint und 23. der Verfolgung. Nur wenige Wochen zuvor gewann er mit Paul Böttner und Robert Janikulla für Thüringen startend bei den Deutschen Meisterschaften 2009 in Zinnwald den Titel im Staffelwettbewerb. Neben den Wettkämpfen im Crosslauf betreibt er auch Rollski-Biathlon und trat beispielsweise bei den Deutschen Meisterschaften im Biathlon 2008 an und wurde dort 45. im Einzel, 44. im Sprint, 43. der Verfolgung, 41. im Massenstart sowie mit Marian Quandt und Markus Jäger im Staffelwettbewerb mit der Staffel Thüringen V 15.